# Ландарма
Ландарма или Лангдарма (тиб. གླང་དར་མ་ (Glang dar-ma — дословно «бык Дарма»), кит. 朗達瑪) — общепринятое уничижительное прозвище Дармы, последнего царя Тибетской империи (Ярлунгской династии), правившего примерно 838—842 годах. Ландарма пришёл к власти в результате дворцового переворота и убийства своего брата Ралпачана в 838 году при поддержке пробонски настроенной аристократии. Он восстановил на короткое время древнюю иерархическую триаду: царь — придворный первосвященник — служитель религии бон.
Ландарма постоянно демонстрировал ненависть к буддизму и к монашеской общине. Всякий раз, когда на его пути встречалась буддийская статуя, он приказывал ей говорить, и если статуя безмолвствовала, он приказывал отрубить ей нос или палец. Эти частично изуродованные статуи в окрестностях Лхасы простояли много веков. Ландарма приказывал казнить любого монаха Красной сангхи (полностью посвящённых монахов), не признававшего его антибуддийских указов. Но при этом он щадил членов Белой сангхи (йогинов и старейшин родов), так как считал их домохозяевами, а не монахами.
Во время правления Ландармы немало буддийских текстов и передач было уничтожено, однако традиция Ньингма не погибла за счёт представителей Белой сангхи и беженцев на окраины Тибета и в окрестные государства.
Ландарма был убит выстрелом из лука Лхалуном Пэлги Дордже. Последний не был монахом, как обычно пишут, а имел обеты послушника. Пэлги Дордже (Палдордже), «преисполнившись сострадания к царю», убил его. После этого Палдордже удалился в уединение, посвятив всю свою жизнь изучению махаянских текстов и медитации. Гибель царя-гонителя и сейчас празднуется в ряде регионов распространения тибетского буддизма.
У Ландармы не было прямых наследников, и после его смерти Тибет распался на мелкие царства.
В буддийской и светской литературе сохранилось много историй о бесчинствах Ландармы и о том как монахи спасались от преследования и сохраняли книги.